# Bernd Kolf
Bernd Kolf (n. 26 ianuarie 1944, Codlea) este un prozator, editor  și poet de limba germană originar din România. 
A absolvit Liceul Johannes Honterus din Brașov și a lucrat o vreme ca zugrav.
În perioada 1965-1970 a studiat germanistica la Universitatea din Cluj.
Debutează în 1969 cu versuri în revista studențească Echinox din Cluj; publică două volume de versuri, Zwischen sieben und unendlich (Între 7 și infinit), (1971) și Die Bewohnbarkeit des Mondes" (Locuibilitatea Lunii) (1976).
Din 1970, a lucrat ca redactor cultural la revista Karpatenrundschau din Brașov.
A fost redactor la publicarea volumelor din edițiile școlare despre Adolf Meschendörfer, la Editura Kriterion din București și despre Ludwig Tieck la Editura Dacia din Cluj.
În 1978 a emigrat în Republica Federală Germania. În primii ani petrecuți în Germania a fost critic literar la mai multe posturi de radio, în special pentru Norddeutscher Rundfunk, unde șefa secției literatură, Dr. Gisela Lindemann, arăta un interes deosebit pentru autorii sași transilvăneni și, în special, pentru Oskar Pastior.
La începutul anilor '80, se reorienteză spre edituri. Lucrează întâi la Reader's Digest, unde răspunde de periodicul "Memo". La Stuttgart, Kolf învață să facă studii de piață și marketingul cărților. Pe baza acestei experiențe, devine redactor șef la Editura Falken din Niedernhausen. Prin contribuția sa, în perioada 1984 - 1994 această editură ajuge un model de eficiență. După o scurtă trecere pe la editura Ullstein (1994 - 1995), Kolf devine director de program la grupul de editură Dornier, care cumpărase mai multe edituri în landurile fostei RDG. În 2002, conducerea grupului de editură Dornier a anunțat că vrea să închidă aceste edituri, datorită ineficienței lor.
În acel moment, Kolf s-a hotărât să devină om de afaceri; a cumpărat trei din aceste edituri, salvându-le de la desființare. A început să publice cărți de artă de înaltă calitate, la Berlin și Leipzig.

## Scrieri proprii
- Zwischen sieben und unendlich / Gedichte, Editura Dacia, Cluj, 1971. [2]
- Die Bewohnbarkeit des Mondes, Editura Dacia, Cluj, 1976.

## Editor
- Gedichte. Erzählungen. Drama. Aufsätze de Adolf Meschendörfer. Editor Bernd Kolf. Prefață de Gerhardt Csejka. București, 1978.